# آدریانا کامپوس
آدریانا کامپوس (به اسپانیایی: Adriana Campos) زادهٔ ۲۷ فوریه ۱۹۷۹ در چاپارال (تولیما)، کلمبیا و  فوت ۳ نوامبر ۲۰۱۵) بازیگر کلمبیایی بود. او دو بار برندهٔ جایزهٔ بهترین بازیگر مکمل زن بود. یک بار از این دو بار را برای بازی در سریال همسایه‌ها جایزه گرفت.او در سال ۲۰۱۵ هنگامی که شوهرش پشت فرمان بود براثر تصادف درگذشت.

## فیلم‌شناسی

### سریال‌های تلویزیونی
| سال  | مجموعهٔ تلویزیونی        | نقش             |
| ---- | ----------------------- | --------------- |
| ۲۰۱۲ | خانهٔ عشق                |                 |
| ۲۰۱۱ | این سوزان این           |                 |
| ۲۰۱۱ | پستالس کلمبیا           | فانی            |
| ۲۰۱۱ | پدر بی عاطفه            | سارا            |
| ۲۰۰۹ | طلسم زیبا               | پریسیلا کارنودا |
| ۲۰۰۸ | همسایه‌ها                | نیکول آگوئیلار  |
| ۲۰۰۸ | ویکتوریا                | پنلوپه          |
| ۲۰۰۷ | مادر لونا               | زولما مورنو     |
| ۲۰۰۷ | ال زورو، شمشیر و لاروزا | یومالای/رجینا   |
| ۲۰۰۶ | مرلین، موجر دیوینا      |                 |
| ۲۰۰۶ | عاشق بازار میمونه       |                 |
| ۲۰۰۴ | ته ووی ا انسنار ا کوئرر | مارگاریتا آنجلس |
| ۲۰۰۱ | او بی‌فایده است          | جکی رویز        |
| ۲۰۰۰ | ا دونده وا سولیداد      | مارینا رسترپو   |
| ۲۰۰۰ | اگر چربی                | لوسیا گالان     |

### تئاتر
- جوان د آرکو
- در مدیا
- ریکاردو ۳